# Murakami (kejsare)
Murakami, född 924, död 967, var regerande kejsare av Japan mellan 946 och 967.